# أبراهام أحيتوف
أبراهام أحيتوف (بالألمانية: Avraham Ahituv)‏ (بالعبرية: אברהם אחיטוב، 10 ديسمبر 1930 - 15 يوليو 2009 ) هو رجل مخابرات إسرائيلي، اشغل منصب رئيس جهاز الامن العام الإسرائيلي (الشاباك) بين عام 1974 وحتى عام 1980.
ولد في ألمانيا تحت اسم أبراهام غوتفريد، هاجر إلى فلسطين بجيل خمس سنوات، درس في المعهد الديني اليهودي كفار هروئيه، والتحق بمنظمة الهاجناه عام 1946، حيث ثم انخرط بعمل «دائرة المعلومات الداخلية» التي تم تأسيسها خلال حرب 1948 بهدف التجسس والتخابر لصالح المنظمات اليهودية، وقد شكلت هذه الدائرة نواة جهاز الامن العام الإسرائيلي (الشاباك) لاحقًا، وكان قد التحق به عام 1949، وشغل خلال خدمته عدة مناصب محورية في الجهاز إضافة إلى اشغال منصب رئيس بعثة للموساد للخارج عام 1961.

## تعليمه
أحيتوف حاصل على درجتي البكالوريوس والماجيستر في الحقوق